# 최재익 (1980년)
최재익(1980년 8월 24일 ~ )은 전 KBO 리그 야구 선수의 투수이다.

## 출신학교
- 선린정보산업고등학교
- 한양대학교 (1980년)

## 등번호
- 48번 (2003년 ~ 2007년)